# Seznam uměleckých realizací ve veřejném prostoru v Hostivaři
Seznam uměleckých realizací v Hostivaři v Praze 15 obsahuje tvorbu výtvarných umělců umístěnou ve veřejném prostoru v katastrálním území Hostivař. Seznam je řazen podle ulic a nemusí být úplný.

## Seznam uměleckých realizací
| Název                                                    | Fotografie                                                                       | Lokace                                                        | Autor                                               | Rok       | Popis                                                      | Poznámka                                                            |
| -------------------------------------------------------- | -------------------------------------------------------------------------------- | ------------------------------------------------------------- | --------------------------------------------------- | --------- | ---------------------------------------------------------- | ------------------------------------------------------------------- |
| Radost z pohybu                                          | Kategorie „Radost z pohybu (Božena Kodymová)“ na Wikimedia Commons               | Bruslařská 1132/10 50°3′6,4″ s. š., 14°32′48,01″ v. d.        | Božena Kodymová (*1926) Ludvík Kodym (*1922)        | 1981      | socha, pískovec                                            | Plavecký bazén Hostivař                                             |
| Dekoraticní mříž                                         |                                                                                  | Bruslařská 1132/10 50°3′6,46″ s. š., 14°32′49,49″ v. d.       |                                                     |           | keramika                                                   | Plavecký bazén Hostivař, UK; interiér                               |
| Plastiky pro vstupy do bytových domů                     | Kategorie „Domovní znamení (Gercenova)“ na Wikimedia Commons                     | Gercenova 50°3′1,75″ s. š., 14°32′32,07″ v. d.                | neuveden                                            | 1960–1979 | domovní znamení, beton                                     | vchody č.o. 1–8                                                     |
| Dotek (†)                                                |                                                                                  | Horolezecká 50°3′4,66″ s. š., 14°32′31,01″ v. d.              | Adéla Matasová Teisingerová (*1940)                 | 1973      | fontána, socha; plast, kámen                               | prostranství mezi domy                                              |
| Plastika (†)                                             |                                                                                  | Horolezecká 50°3′4,53″ s. š., 14°32′30,83″ v. d.              | Adéla Matasová Teisingerová (*1940)                 | 1972      | železobeton; dekorativní stěna                             | prostranství mezi domy                                              |
| Keramické prvky pro objekt občanské vybavenosti sídliště | Kategorie „Keramické prvky pro objekt občanské vybavenosti“ na Wikimedia Commons | Hostivařská 92/6 50°3′2,24″ s. š., 14°31′33,99″ v. d.         | neuveden                                            | 1980–1989 | dekorativní stěna, socha; glazovaná keramika               | keramický prsten na ploše před budovou, 2 keramické prvky na nároží |
| Dekorativní stěny pro sídliště                           | Kategorie „Ceramic sculptures in Hostivařská street“ na Wikimedia Commons        | Hostivařská 130/18 50°3′6,12″ s. š., 14°31′40,27″ v. d.       | neuveden                                            | 1980–1989 | dekorativní stěna, glazovaná keramika                      | cihlové zídky s keramickými prvky                                   |
| Chodská kytice                                           | Kategorie „Chodská kytice (Jindřiška Radová)“ na Wikimedia Commons               | Kozinova 1000/1 50°2′59,63″ s. š., 14°31′16,22″ v. d.         | Jindřiška Radová (*1925)                            | 1985      | porcelán                                                   | základní škola, atrium                                              |
| Žena s květy                                             | Kategorie „Žena s květy (Jaroslav Brož)“ na Wikimedia Commons                    | Kozmíkova 50°3′16,04″ s. š., 14°32′5,05″ v. d.                | Jaroslav Brož (*1935)                               | 1970–1989 | socha, vápenec                                             | volný prostor                                                       |
| Pelikán                                                  |                                                                                  | Libkovská 1069/12 50°2′46,1″ s. š., 14°31′3,04″ v. d.         | Jiří Černoch (1926–2013)                            | 1984      | fontána, socha; beton, keramika                            | mateřská škola, zahrada                                             |
| Robinzonádní hřiště (†)                                  |                                                                                  | Na Groši 50°3′30,45″ s. š., 14°31′10,2″ v. d.                 | arch. J. Vaněk                                      | 1986      | herní prvek; dřevo, beton, slitiny železa a neželezné kovy | dochovaly se betonové skruže a pískoviště                           |
| Reliéf pro obchodní centrum Taškent                      | Kategorie „Reliéf pro obchodní centrum Taškent (Hostivař)“ na Wikimedia Commons  | Plukovníka Mráze 1182/24 50°3′0,06″ s. š., 14°32′37,75″ v. d. | neuveden                                            | 1970–1989 | reliéf, beton                                              | OC Taškent                                                          |
| Abstraktní mozaika                                       |                                                                                  | Pražská 810/16 50°3′12,76″ s. š., 14°31′25,35″ v. d.          | Karel Vaca (1919–1989) Vladimír Preclík (1929–2008) | 1965–1971 | mozaika, sklo na pěnosilikátu                              | exteriér                                                            |
| Dívka                                                    |                                                                                  | Pražská 810/16 50°3′14,43″ s. š., 14°31′24,44″ v. d.          | Otakar Petroš (*1924)                               | 1963–1971 | socha, kámen                                               | pro vodní nádrž ve Výzkumném ústavu pozemích staveb                 |
| Fontána                                                  |                                                                                  | Radiová 1122/1 50°4′7,7″ s. š., 14°31′45,76″ v. d.            | Vlasta Stunová (*1928)                              | 1972–1979 | fontána, bronz                                             | Ústav pro výzkum, vývoj a výrobu radioisotopů, atrium               |
| Mozaika                                                  |                                                                                  | Radiová 1122/1 50°4′6,55″ s. š., 14°31′49,51″ v. d.           | Quido Fojtík (1926–1995)                            | 1978      | mozaika                                                    | Ústav pro výzkum, vývoj a výrobu radioisotopů, interiér             |
| Radost                                                   | Kategorie „Radost (Václav Bláha)“ na Wikimedia Commons                           | Tenisová 50°2′57,76″ s. š., 14°32′41,49″ v. d.                | Václav Bláha (*1928) Petr Chalabala (1946–1999)     | 1986      | reliéf, dekorativní stěna; keramika, beton                 | volný prostor                                                       |
| Klaun                                                    | Kategorie „Klaun pro mateřskou školu (Antonín Bartoš)“ na Wikimedia Commons      | Tesaříkova 50°2′46,48″ s. š., 14°30′49,35″ v. d.              | Antonín Bartoš (*1933)                              | 1984      | socha, glazovaná keramika                                  | Sídliště Košík, dětské hřiště                                       |
| Ruce                                                     |                                                                                  | U Kabelovny 471/3, 50°3′46,42″ s. š., 14°32′21,26″ v. d.      | Zdeněk Němeček (1931–1989)                          | 1970      | fontána, socha; beton, kov                                 | areál PVK                                                           |
| Dáma na židli                                            |                                                                                  | U Továren 50°3′24,02″ s. š., 14°31′53,08″ v. d.               | David Černý (*1967)                                 | 2020      | socha, nerez                                               | exteriér                                                            |
| Pomník stromům                                           | Kategorie „Pomník stromům (Jiří Beránek)“ na Wikimedia Commons                   | U Továren 50°3′24,08″ s. š., 14°31′52,24″ v. d.               | Jiří Beránek (1945–2021)                            | 2000      | socha; dřevo, kámen                                        | exteriér                                                            |
| Rodina                                                   | Kategorie „Rodina (Miloslav Šonka)“ na Wikimedia Commons                         | Vajdova 50°2′48,98″ s. š., 14°31′8,66″ v. d.                  | Miloslav Šonka (*1923)                              | 1985      | socha, bronz                                               | Sídliště Košík                                                      |
| Fontána (†)                                              |                                                                                  | Weilova 1144/2 50°3′8,42″ s. š., 14°32′18,67″ v. d.           | Vladimír Kýn (1923–2004) arch. Jindřich Kvasnička   | 1973      | fontána, bronz                                             | bývalá ubytovna Vodních staveb, v současnosti menza a VŠ koleje     |
| Reliéf + hodiny                                          |                                                                                  | Weilova 1144/2 50°3′8,21″ s. š., 14°32′19,67″ v. d.           | Vladimír Kýn (1923–2004)                            | 1970–1974 | reliéf, bronz                                              | vysokoškolské koleje, vrátnice                                      |
| Okrasné mříže pro ubytovnu Vodních staveb                |                                                                                  | Weilova 1144/2 50°3′6,08″ s. š., 14°32′20,27″ v. d.           | neuveden                                            |           | mříž, ocel                                                 | venkovní průchody mezi jednotlivými bloky                           |
| Torzo                                                    | Kategorie „Torzo (Ladislav Kovařík)“ na Wikimedia Commons                        | Weilova 1144/2 50°3′8,66″ s. š., 14°32′19,67″ v. d.           | Ladislav Kovařík (*1932)                            | 1971      | socha, vápenec                                             | na přístupové cestě, zarostlé v jehličnanech                        |